# Bucchianico
Bucchianico (im lokalen Dialekt: Vicchiènechë) ist eine italienische Gemeinde (comune) mit 4923 Einwohnern (Stand 31. Dezember 2023) in der Provinz Chieti in den Abruzzen. Die Gemeinde liegt etwa 5 Kilometer südlich von Chieti. Durch sie fließt der Alento, der nicht mit dem gleichnamigen Fluss Alento im südlichen Kampanien zu verwechseln ist.

## Verkehr
Durch die Gemeinde führt die Strada Statale 81 Piceno Apuntina nach Chieti im Norden und Altino im Süden. Bei Bucchianico trifft sie auf die frühere Strada statale 649 di Fondo Valle Alento (heute die Provinzstraße 221).

## Weinbau
In der Gemeinde werden Reben der Sorte Montepulciano für den DOC-Wein Montepulciano d’Abruzzo angebaut.

## Persönlichkeiten
Kamillus von Lellis (1550–1614), Kapuzinerpater, seit 1746 Heiliger der römisch-katholischen Kirche, Ordensgründer der Kamillianer, wurde in Bucchianico geboren.